# Astrid Riska

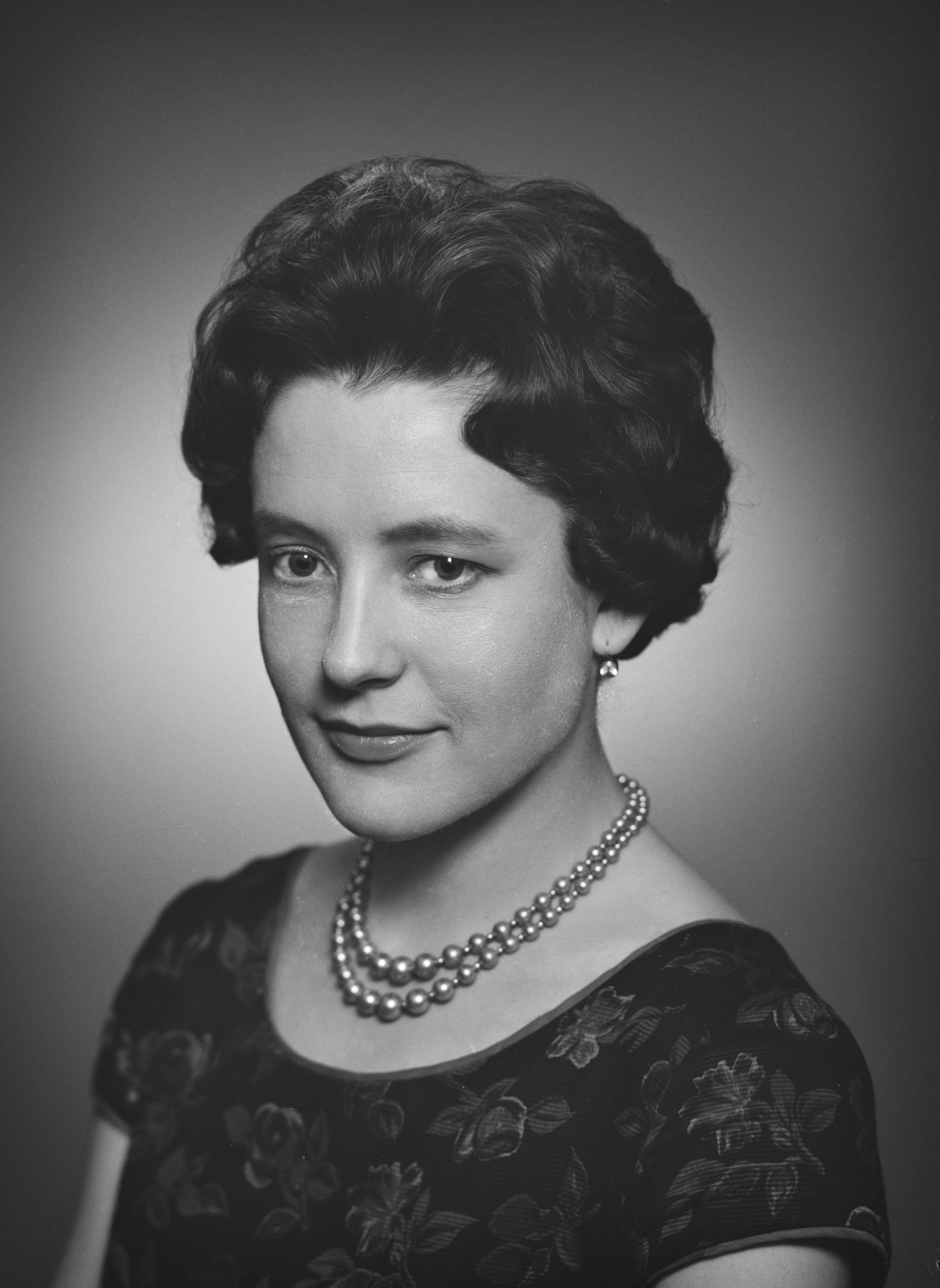
Astrid Riska år 1962.

Astrid Linnéa Riska, född Häggblom 14 december 1932 i Korsholm i Finland, död 13 april 2010 i Helsingfors, var en finlandssvensk diplomorganist, dirigent och körledare.
Astrid Riska hade ett särskilt intresse för barnets röstutveckling och kören som instrument. Hon utbildade sig till klasslärare vid seminariet i Ekenäs, och fortsatte därefter med studier i orgelspel och musikpedagogik vid Sibelius-Akademin där hon utexaminerades som musiklärare år 1957 och förvärvade diplom i orgelspel med högsta vitsord år 1962. Hennes debutkonsert i Helsingfors samma år blev mycket uppmärksammad, och följdes av orgelstudier i Paris för den legendariske Gaston Litaize.
Astrid Riska anställdes som kantor-organist i Sörnäs svenska församling år 1961, och grundade där år 1967 den barnkör som senare fick namnet Jubilate, och som utvecklades till en av Finlands främsta kammarkörer och en vägvisare inom finländsk körkultur. Målmedvetet förde hon Jubilate från framgång till framgång, och de många konsert- och tävlingsresorna resulterade i ett stort antal internationella priser.   
Körens repertoar omfattade under Astrid Riskas konstnärliga ledning musik från renässans och barock till nutid, och hon gick med sin ensemble i bräschen för ny inhemsk repertoar genom en följd av beställningsverk och uruppföranden (Einojuhani Rautavaara, Lars Karlsson, Kaj-Erik Gustafsson m.fl.). Vid pensioneringen från kantorstjänsten år 1994 tog Riska med sig sin kör som fortsatte den framgångsrika verksamheten utan församlingstillhörighet. 
Jämsides med Jubilate byggde Astrid Riska upp en respektfull karriär som kördirigent. Hon sjöng 27 år i Radions Kammarkör där hon även gästat som dirigent. Astrid Riska belönades flerfaldigt för sitt hängivna och långsiktiga arbete körmusiken till fromma. År 1989 tilldelades hon Fazerstiftelsens stora musikpris, år 1995 fick hon Svenska kulturfondens stora kulturpris och år 1997 utsågs hon till Årets körledare. Parallellt med värvet som kantor-organist arbetade hon också som lärare vid Topeliusskolan i Helsingfors och undervisade i liturgiskt orgelspel vid Sibelius-Akademin.
Astrid Riska har av kolleger och kritiker beskrivits som ambitiös, energisk, kunnig, krävande, alltid positiv. Själv beskrev hon yrket så här: ”en god kördirigent är som en vulkan vars kunnande och inspiration kören förmedlar till lyssnaren”. 
Astrid Riskas körkonst stod stadigt på två fundament: repetition och framträdande. Som repetitör var hon systematisk, energisk, noggrann, envis och krävande. Hon visste vad hon ville ha av sitt månghövdade instrument, och fick hon inte det gensvar hon önskade från kören genom vänliga påpekanden kunde hon bli behövligt brutal. Inga detaljer i artikulation, renhet och stämbalans lämnades åt slumpen. Hon djupläste såväl text som notskrift, och övade största lyhördhet för tonsättarnas intentioner. Pedagogiskt satte hon ord på hur hon ville måla med toner. Frasering finslipades till perfektion – men perfektion handlade för Astrid inte om att låsa uttrycket inför ett kommande framträdande. Astrid Riskas mål var en kör som i konsertögonblicket skulle vara redo att i minsta nyans och skiftning följa hennes musikaliska impulser. Lika krävande och kompromisslös som Astrid kunde vara i repetitionslokalen, lika generös var hon när hon stod framför kören som konsertdirigent. Hon besatt en sällsynt förmåga att tolka i ögonblicket, att lustfyllt lyfta noterna från papperet och ge musiken liv. Sin tolkning gestaltade hon framför kören med en dansares precision och sensualitet. Hennes händers språk var mjukt och fritt, och den öppenheten lät hon kören spegla. Det var roligt att sjunga när Astrid dirigerade. Hon såg till att det var roligt. Hon litade på att kören kunde. Och kören kunde. Det är genom detta som Astrid tog körkonsten vidare: från det strikta och exakta i repetitionslokalen till det lustfyllda och levande i konsertsalen.
Det är genom detta som Astrid Riska tog körkonsten vidare: från det strikta och exakta i repetitionslokalen till det lustfyllda och levande i konsertsalen.

## Diskografi
- Från advent till påsk